# Лысенко, Любовь Кирилловна
Любовь Кирилловна Лысенко (23.10.1921, Красногвардейское — 27.03.1990, Красногвардейское) — передовик советского сельского хозяйства, звеньевая колхоза «Родина» Красногвардейского района Адыгейской автономной области (ныне — Республики Адыгея). Герой Социалистического Труда (30.04.1966).

## Биография
Родилась 23 октября 1921 года в селе Красногвардейское ныне Красногвардейского муниципального района Республики Адыгея в семье крестьянина. Здесь прошло её детство, здесь училась в школе. А когда исполнилось шестнадцать, Люба пошла в колхоз. Трудилась честно и добросовестно, всегда её ставили в пример.
В войну не вернулись домой с фронта отец — хлебороб и воин — Кирилл Максимович, брат Николай. Сражался с врагом и её муж Николай Лысенко.
После войны некоторое время Любовь Лысенко работала секретарём правления колхоза. А затем её зачислили в табаководческую бригаду, и вскоре назначили звеньевой. Так она стала руководить коллективом, в котором трудилось семнадцать человек.
В 1963 году коллектив звена собрал по 25 центнеров, а в следующем, 1964 году — по 27 центнеров сухого табака, за что она удостоилась бронзовой медали ВДНХ.
Но рекордного урожая женщины добились в 1965 году, завершающем году седьмой пятилетки. С каждого гектара было собрано по 35 центнеров ароматного листа. В то время такого урожая не получала ни одна табачница Кубани. Каждый гектар принёс колхозной кассе не одну тысячу рублей чистого дохода. Любовь Кирилловна одной из первых в колхозе стала ударницей коммунистического труда.
За успехи, достигнутые в увеличении производства и заготовок табака, Указом Президиума Верховного Совета СССР от 30 апреля 1966 года Любови Кирилловне Лысенко присвоено звание Героя Социалистического Труда с вручением ордена Ленина и золотой медали «Серп и Молот».
Больших успехов достиг коллектив табаководов в восьмой и девятой пятилетках. Задание по производству и продаже табачного листа значительно перевыполнено. Её успехи отмечены двумя медалями «За трудовое отличие» и «За доблестный труд. В ознаменование 100-летия со дня рождения В. И. Ленина».
Член КПСС с 1966 года. Она избиралась делегатом XXIV съезда КПСС от Краснодарской краевой партийной организации, членом правления орденоносного колхоза коммунистического труда «Родина», депутатом Адыгейского областного Совета народных депутатов.
Персональный пенсионер союзного значения, проживала в селе Красногвардейском.
Умерла 27 марта 1990 года. Похоронена в селе Красногвардейское.

## Награды
- Золотая медаль «Серп и Молот» (30.04.1966);
- Орден Ленина (30.04.1966)
- Медаль «За доблестный труд в Великой Отечественной войне 1941—1945 гг.»
- Медаль «В ознаменование 100-летия со дня рождения Владимира Ильича Ленина» (6 апреля 1970)
- Медаль «За трудовое отличие»

## Память

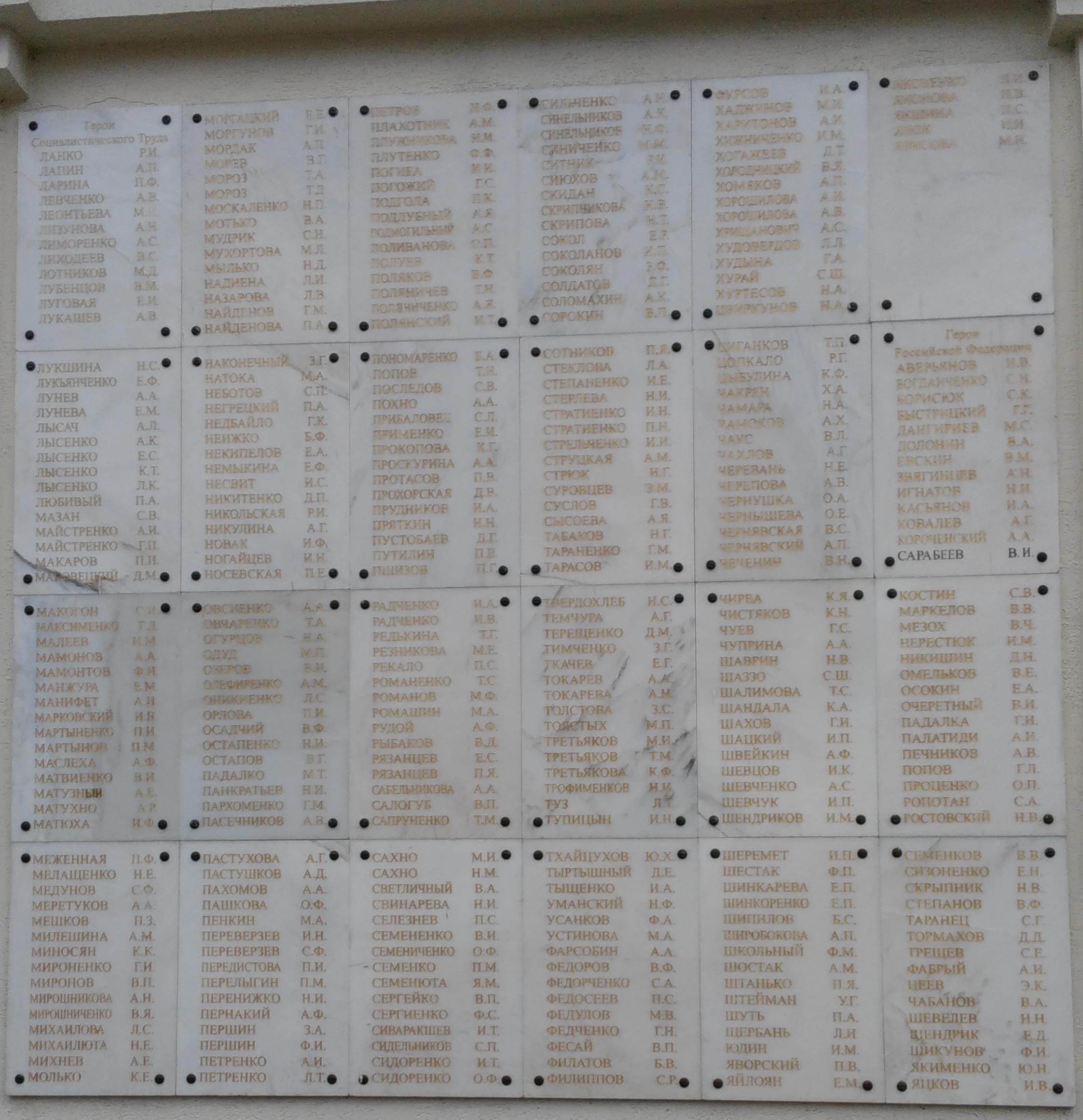
Мемориальная доска с именами Героев Социалистического Труда Кубани и Адыгеи. Краснодар 2017

- Имя Героя золотыми буквами вписано на мемориальной доске в Краснодаре.